# 제2회 부천국제애니메이션페스티벌
제2회 부천국제애니메이션페스티벌은 2000년 12월 16일에 열린 시상식이다.

## 수상 및 후보

### 본상- GRAND Prize
- 아빠하고 나하고 - 김은수 외6명 수상

### 본상- RECOMMENDATION Prize
- 모래시계 - Matthew HOOD 수상

### 본상- TREND Prize
- 순간 - THOMS VOIGT 수상

### 본상- NOTICE Prize
- 사선에서 - Giggle 수상

### 본상- VISION Prize
- 어클락 - 김혁범 수상

### 본상- MEMORIAL Prize
- 거식증환자의 고뇌 - Victoria HUNG 수상

### 특별상- 핑크아루 상
- 나비의 성 - 김삼채 수상

### 특별상- N-Teen 상
- 메모리 퍼즐 - 강승현 수상

### 특별상- KAPA(사)한국애니메이션제작자협회 Prize
- 꼬마 - 이혜원 수상

### 특별상- ASIFA 코리아 상
- 엔젤 아이즈 - 이원선 수상

### 특별상- PCA 상
- 나비의 성 - 김삼채 수상

### 특별상- 관객초이스 상
- 이웃집 토토로 - 미야자키 하야오 수상

### 특별상- 관객인기상
- 포켓 몬스터 - 뮤츠의 역습 - 유야마 쿠니히코 수상

### 특별상- 디지털 상
- 은하철도 999 - 한국비쥬얼사이언스연구소 VSLK & 일본 공동제작 수상